# Sverre Steen
Sverre Steen, född 1 augusti 1898 i Bergen, död 23 juni 1983, var en norsk historiker.
Steen har studerat Norges inre historia i modern tid. Han var elev till Edvard Bull, och var professor på Universitetet i Oslo mellan 1938 och 1968. 1936–1947 var Sverre Steen ordförande (formenn) i Den norske historiske forening och 1963–1970 i Norsk komité for historisk vitskap. Han skrev bl.a. fyra volymer av Det Norske folks liv og historie gjennem tidene (1929-1938). Steen var en av 1900-talets mest lästa norska historiker.